# Cserhát
Cserhát är en bergskedja i Ungern. Den ligger i den norra delen av landet, 60 km nordost om huvudstaden Budapest.
Cserhát sträcker sig 14,5 km i sydvästlig-nordostlig riktning. Den högsta toppen är Karancs, 729 meter över havet.